# Vesnický kostel (Krippen)
Vesnický kostel v Krippenu (německy Dorfkirche Krippen) je sakrální stavba náležející k Evangelicko-luterské církevní obci Bad Schandau. Novorománsko-novogotický vesnický kostel, postavený podle návrhu Gotthilfa Ludwiga Möckela, pochází z roku 1882.

## Historie
Od 15. století stála ve vsi malá poutní kaple, ve které se zastavovali na své cestě do Papstdorfu srbští poutníci z Lužice a z Bohosudova. Roku 1523 je kaple písemně uváděna jako Kapelle zur Krippe Jesu (česky kaple Kristových jeslí), která spadala pod farnost Reinhardtsdorf. Zde se také konaly pohřební obřady a pohřby, a to až do roku 1605, kdy byl v Krippenu založen vlastní hřbitov. Roku 1621 byla postavena nová dřevěná kaple, která však roku 1633 shořela. Téhož roku došlo ke stavbě kamenné kaple s šindelovou střechou a sanktusníkem. Roku 1854 byl zbořen sanktusník, který nahradila dřevěná věž na severní straně (korouhev je datována rokem 1852).
V letech 1881–1882 došlo na výstavbu nového kamenného kostela. Podle plánů drážďanského architekta Gotthilfa Ludwiga Mökela (1838–1915) jej za částku 26 tisíc říšských marek postavil místní stavitel A. Hantsch. Vysvěcení kostela následovalo 28. srpna 1882. Během první světové války byly zrekvírovány zvony, nové byly pořízeny v roce 1923, dva z nich však byly zrekvírovány roku 1944 v průběhu druhé světové války. V této době sloužil kostel jako tábor pro válečné uprchlíky, stavba tím ale neutrpěla žádné škody. V roce 1968 došlo k renovaci interiéru, zároveň však k odstranění křtitelnice, zábradlí a různých ozdob a k přemalování starých maleb. Obrazy Martina Luthera a Philippa Melanchthona od neznámého autora byly přeneseny a uschovány v kostele v Reinhardtsdorfu. Od roku 1979 je v provozu elektrické vyzvánění, financované ze sbírky. V letech 1990–1994 zajistila Melanie Englick restaurování obrazů Luthera a Melanchtona u berlínského malíře Jörga Schrödera a oba obrazy se následně vrátily na původní místo. Roku 2003 prošly rekonstrukcí dveře a ciferníky věžních hodin. Po elektrickém zkratu v roce 2007 musela být kompletně vyměněna elektroinstalace. Při té příležitosti bylo na některé lavice osazeno topení a došlo k obnovení starých maleb.
Kostel náleží k Evangelicko-luterské církevní obci Bad Schandau a slouží k pravidelným bohoslužbám. Je chráněn jako kulturní památka s číslem 09224099.

## Popis
Jednolodní sálový kostel stojící na obdélníkovém půdorysu má oltář směřující k jihu. Stavba v sobě kombinuje prvky novorománského a novogotického slohu. Věž stojící na jihozápadním nároží je ve spodní části čtyřboká, ve vyšších místech osmiboká a zakončuje ji vysoká špičatá střecha. Nad hlavním vstupem v severním průčelí je umístěna socha Ježíše Krista. Mobiliář kostela, jako hlavní oltář s krucifixem, kazatelna, varhany, kovové lustry, kované zábradlí, ale také vitráže, pocházejí z doby výstavby kostela. Křtitelnici kryje víko z původní, odstraněné v roce 1968. Dřevěná empora je umístěna při jižní a západní stěně.

### Varhany
Malé varhany pro krippenský kostel dodal v roce 1882 drážďanský varhanář Julius Jahn. Disponují šesti rejstříky ve dvou manuálech a pedálu, jejich traktura je mechanická. V roce 2010 prošly generální opravou.
| První manuál (C–e³) |           |    |
| 1.                  | Principál | 8' |
| 2.                  | Oktáv     | 4' |
| 3.                  | Kryt      | 8' |

| Druhý manuál (C–e³) |        |    |
| 4.                  | Flétna | 4' |
| 5.                  | Fugara | 8' |

| Pedál (C–c¹) |         |     |
| 6.           | Subbass | 16' |

## Okolí kostela
Na kostel z jihu a západu navazuje místní hřbitov, na kterém je mimo jiné pohřben místní továrník a vynálezce Friedrich Gottlob Keller (1816–1895). Jeho dům a továrna, stejně jako památník, stojí naproti přes hlavní silnici.

## Galerie

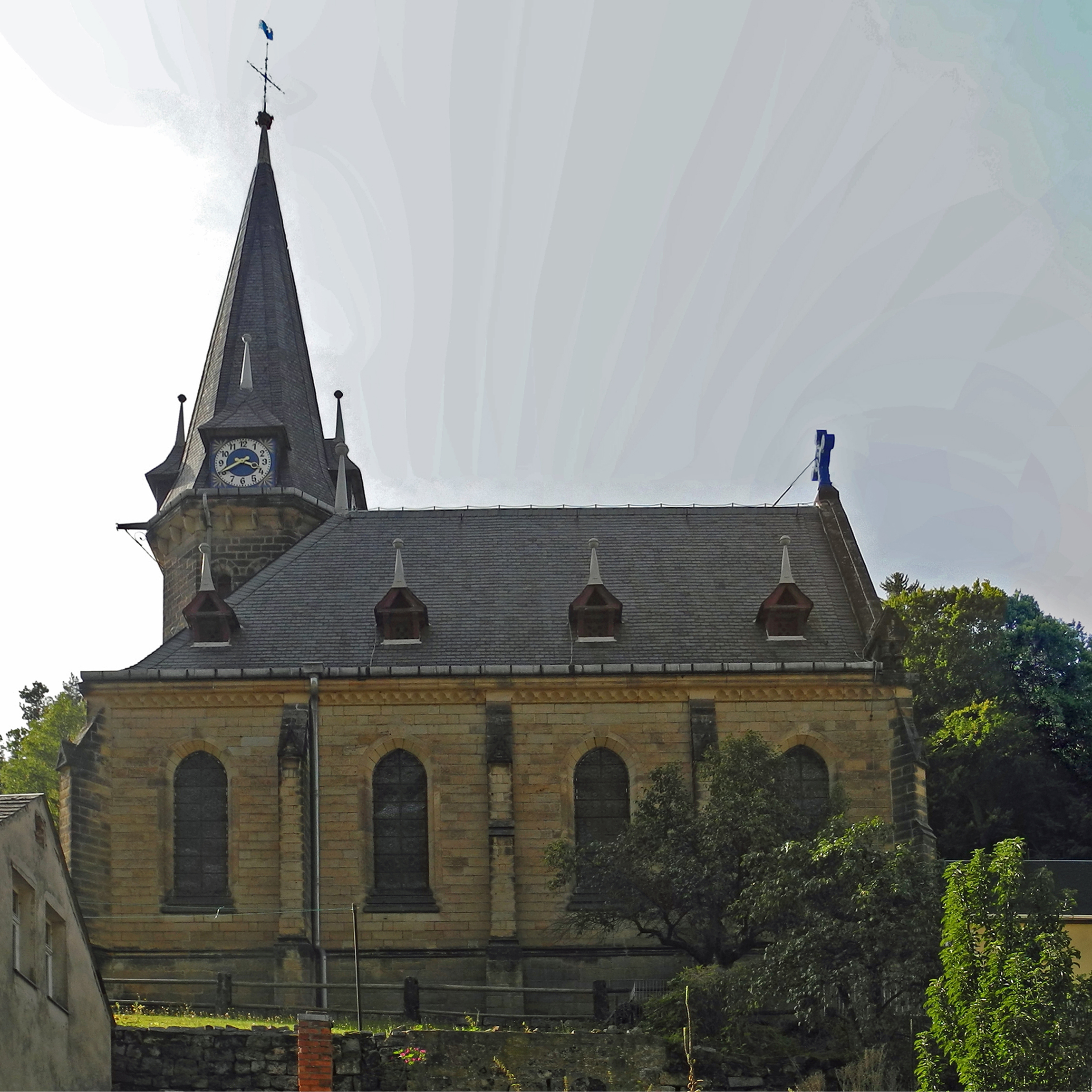
Východní strana
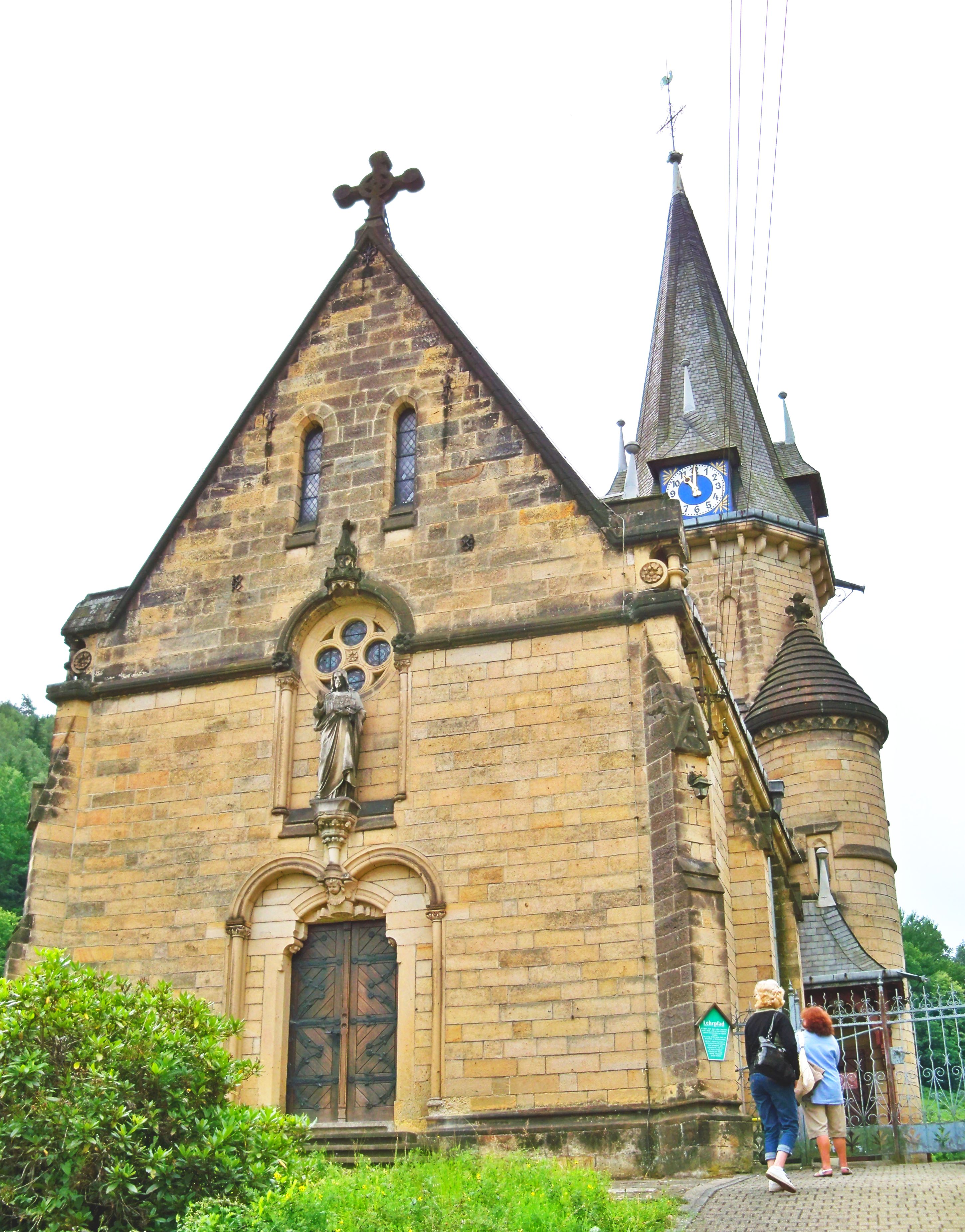
Severní průčelí
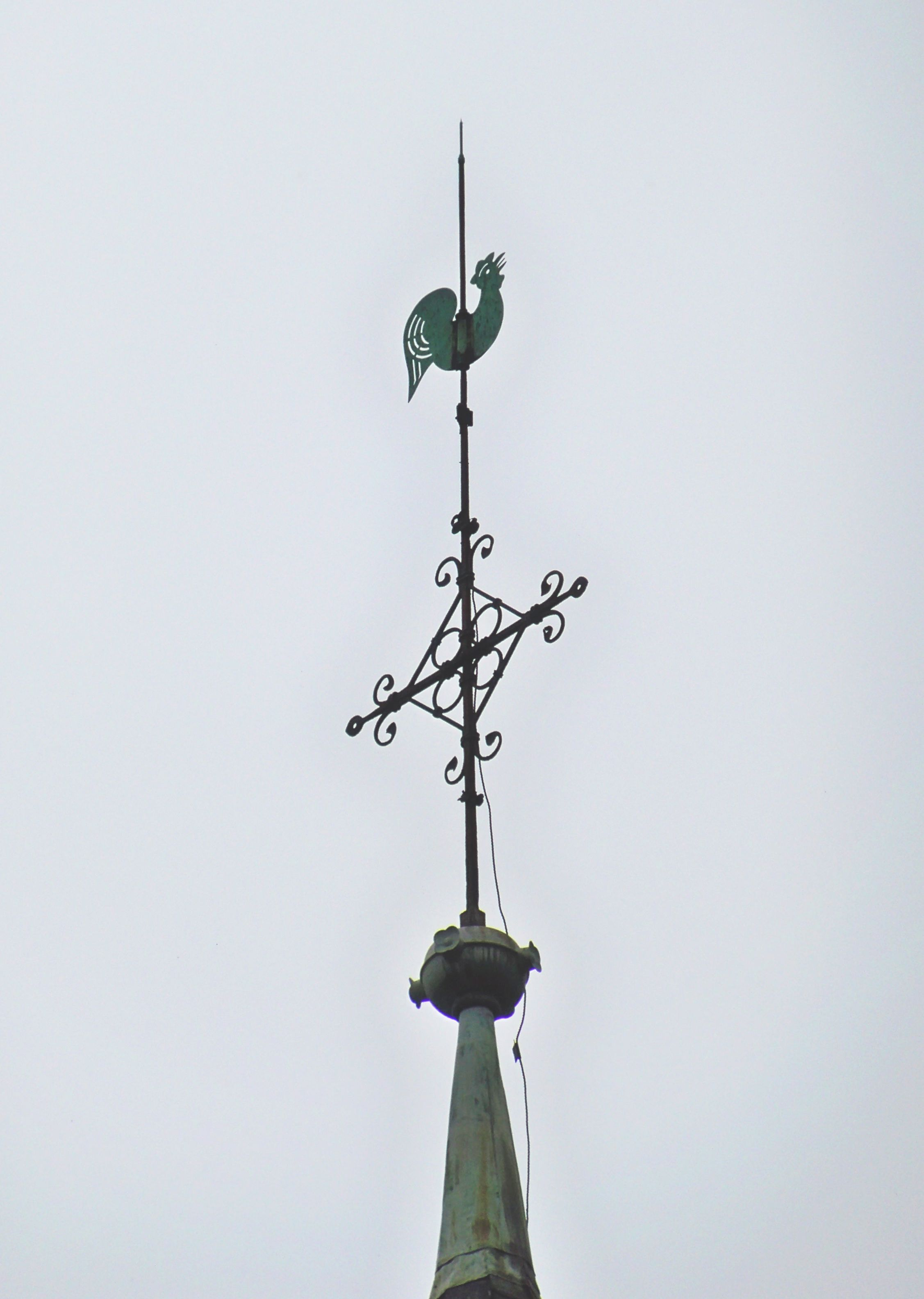
Korouhev
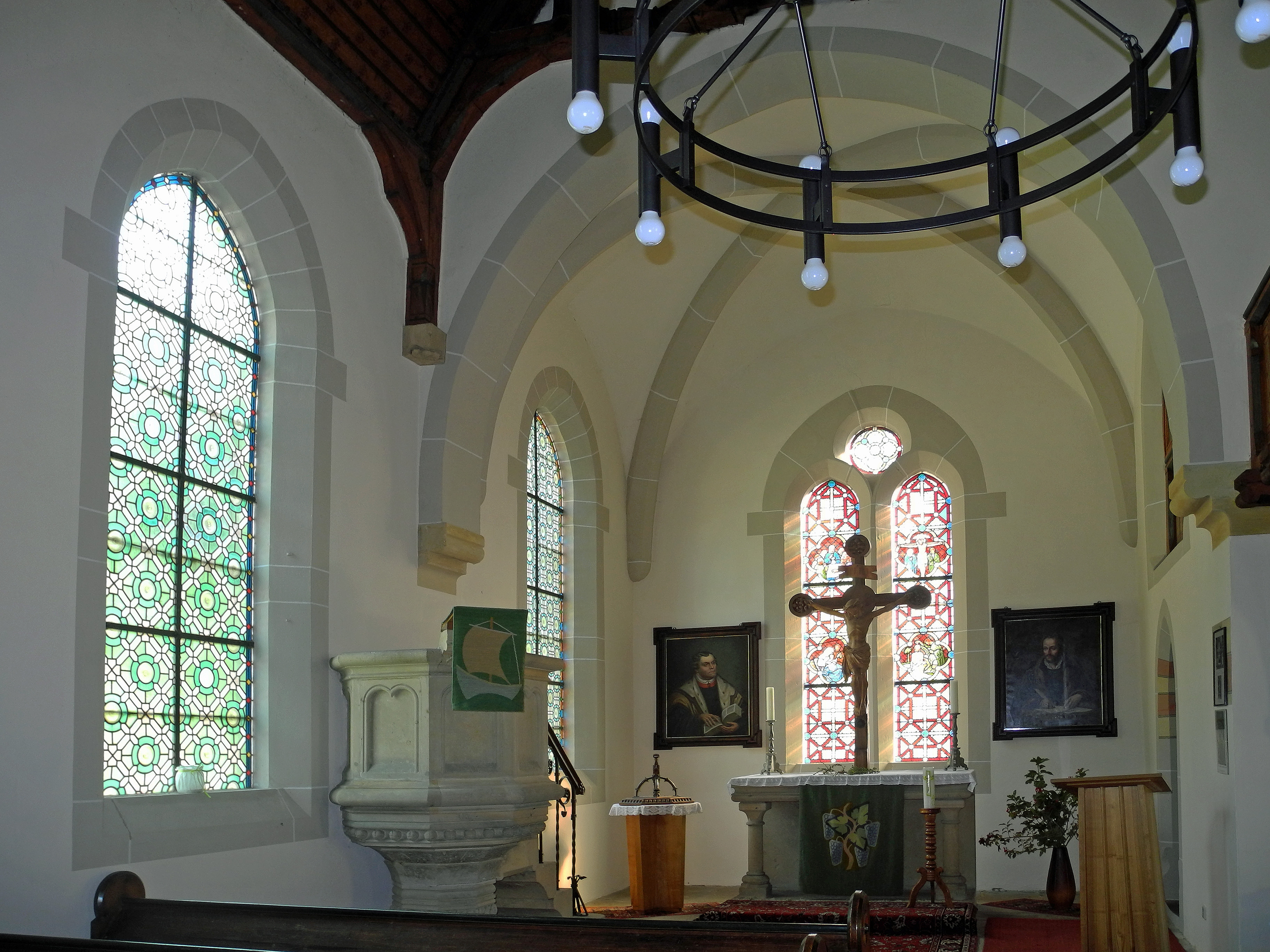
Presbytář
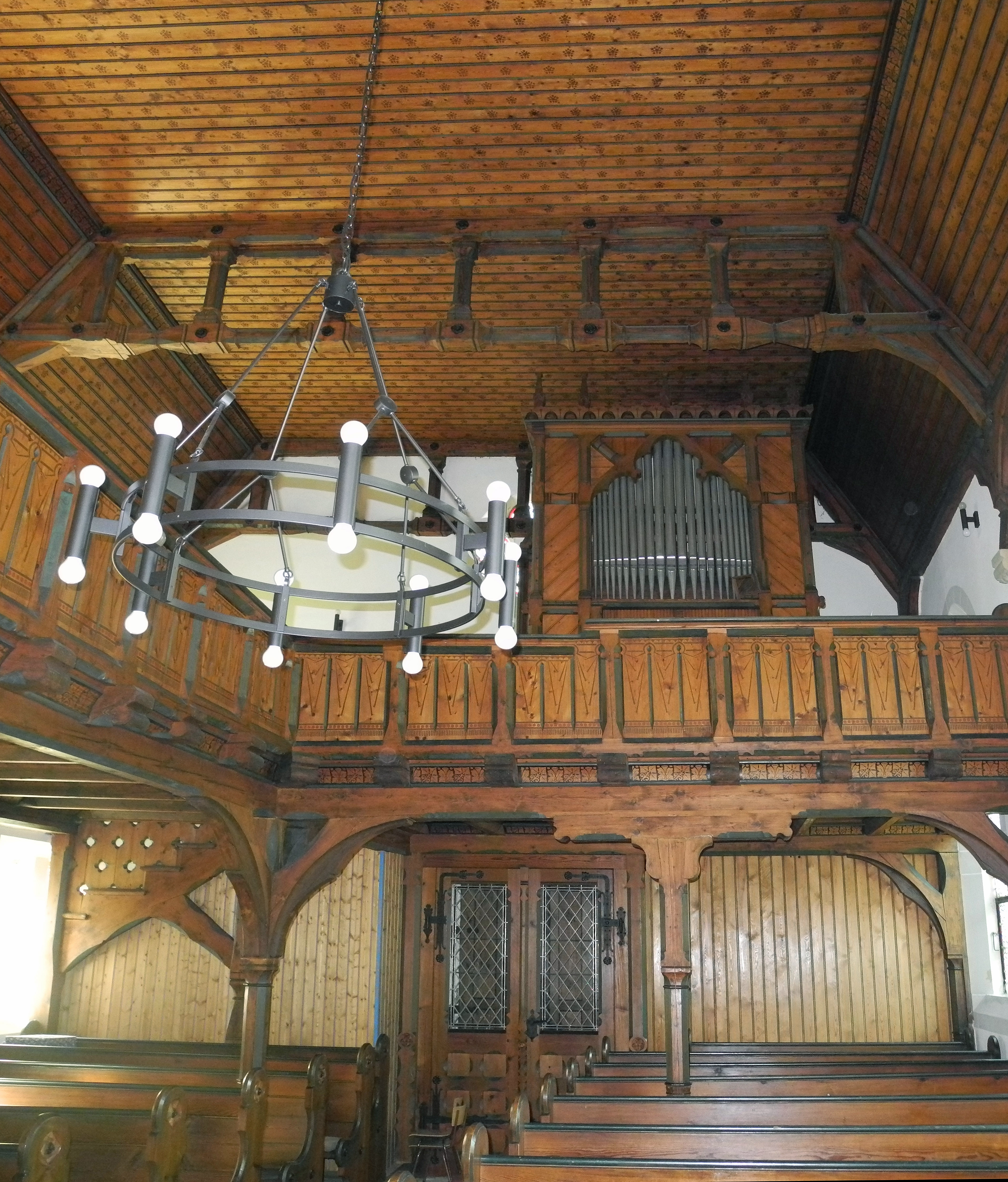
Empora s varhanami
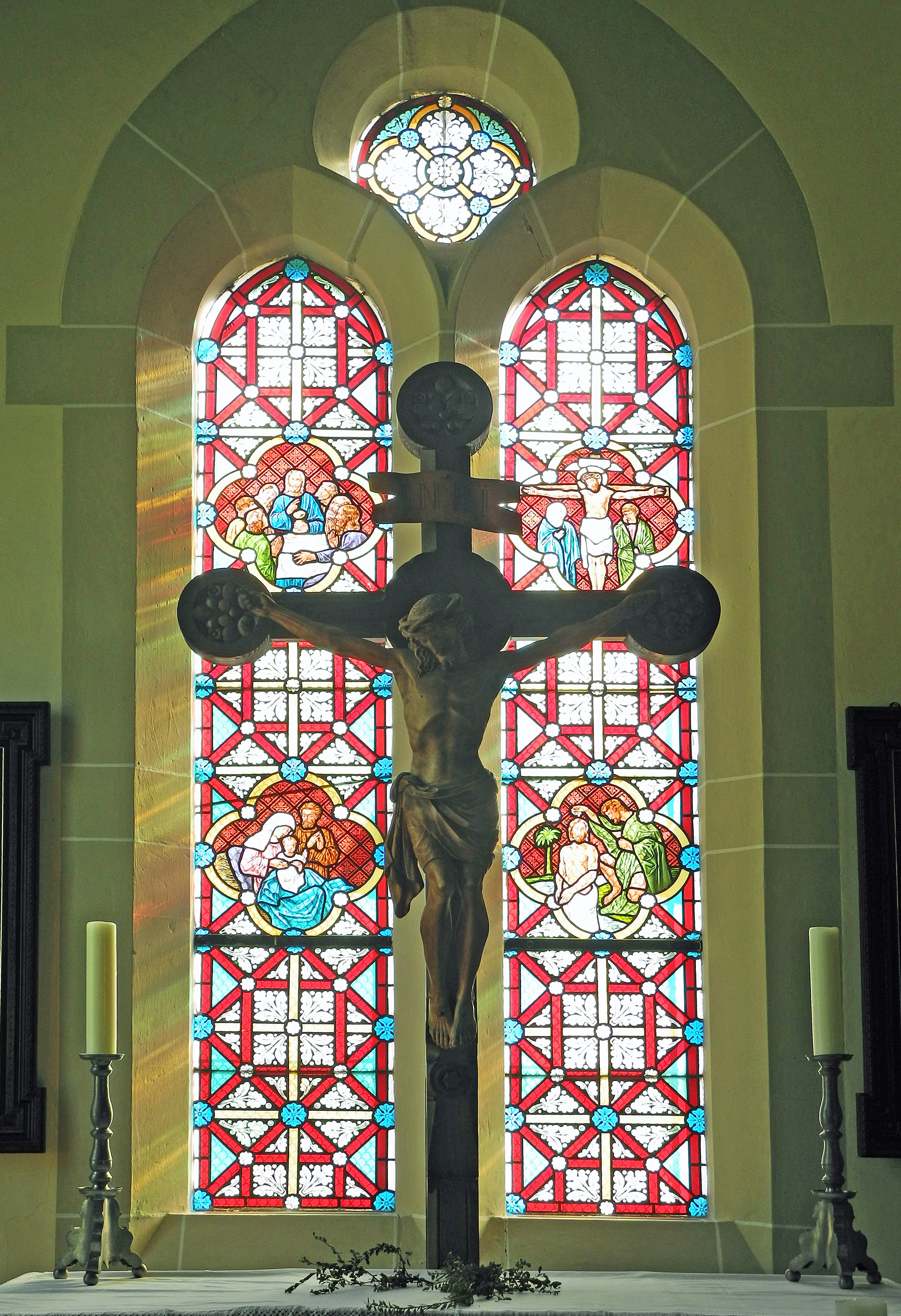
Krucifix na hlavním oltáři s vitrážovým oknem